# SS Pacific (1849)
SS Pacific a fost un vapor construit în 1849 pentru serviciile transatlantice ale companiei americane Collins Line. Pacific și cele trei nave surori, SS Atlantic, SS Arctic și SS Baltic, au fost concepute pentru a depăși rivalii lor britanici de la Cunard Line, fiind cele mai mari, mai rapide și mai bine echipate din vremea aceea. 
SS Pacific avea coca din lemn și era propulsată de zbaturi laterale acționate de motoare cu aburi.

## Galerie foto

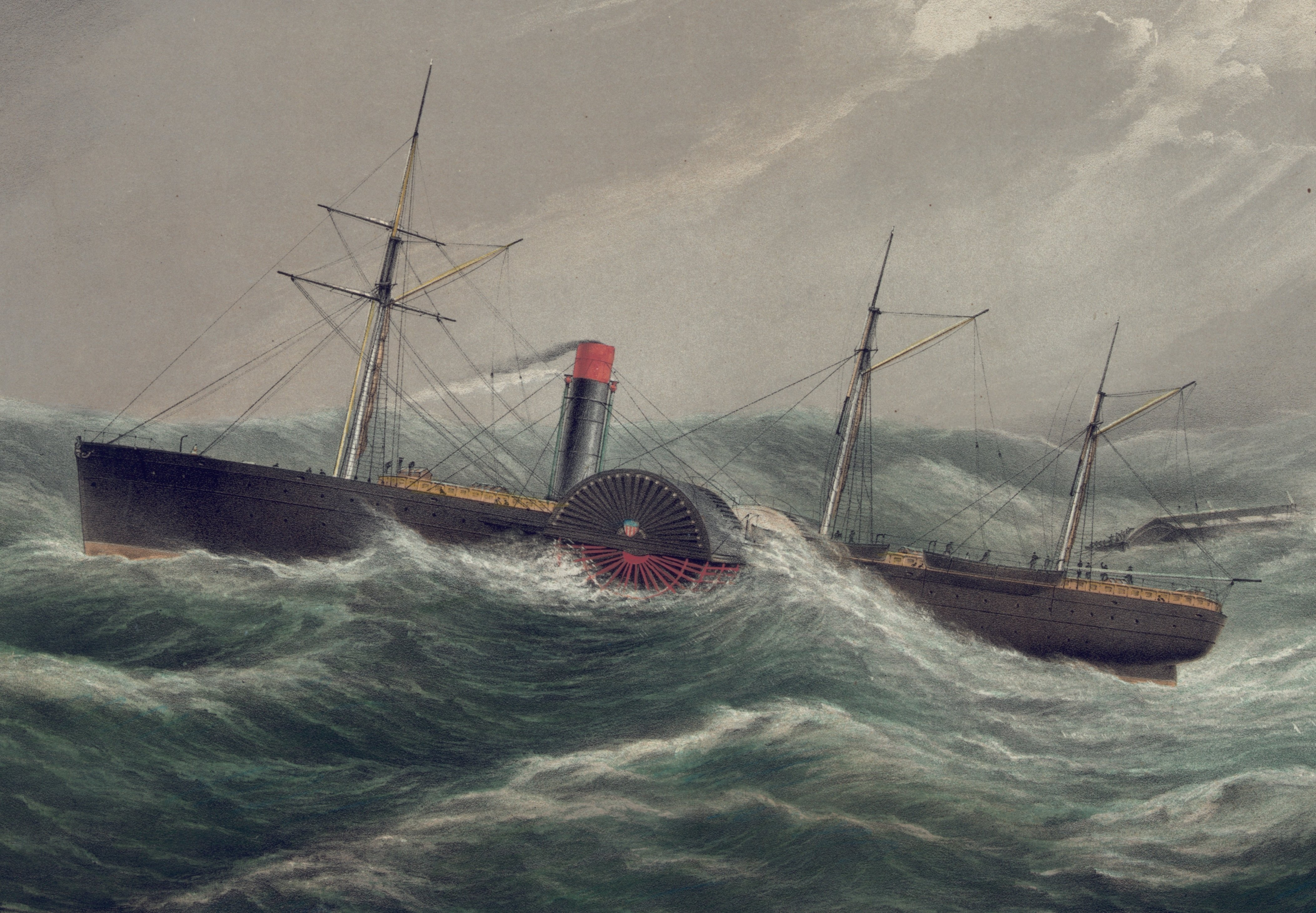
Nava într-o furtună
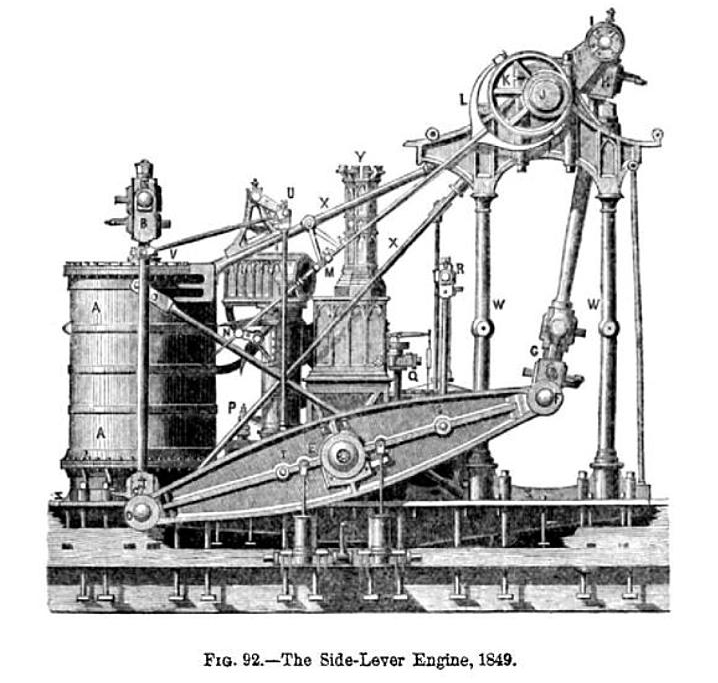
Unul din motoarele SS Pacific